# لوئیس اینگلوتی
لوئیس اینگلوتی (انگلیسی: Luis Ingolotti؛ زادهٔ ۱۴ ژانویهٔ ۲۰۰۰) بازیکن فوتبال اهل آرژانتین است.
وی همچنین در تیم‌های ملی فوتبال زیر ۲۰ سال آرژانتین بازی کرده‌است.